# آسیاب‌آبی چاه فالیز
آسیاب آبی چاه فالیز مربوط به دوره صفوی است و در بجستان، روستای چاه فالیز واقع شده و این اثر در تاریخ ۲۴ اسفند ۱۳۸۳ با شمارهٔ ثبت ۱۱۵۱۳ به‌عنوان یکی از آثار ملی ایران به ثبت رسیده است.